# Ev'rybody Alright!
Singles de Dream
My Way ~ULala~
(2010) Only You
(2013)
Ev'rybody Alright!  (sic.) est le vingt-et-unième single régulier du groupe féminin de J-pop dream, sorti en 2010 (en exceptant deux précédents singles en indépendant).

## Présentation
Le single sort le 6 octobre 2010 au Japon sous le label Rhythm Zone, seulement un mois et demi après le précédent single du groupe, My Way ~ULala~. Il atteint la 34e place du classement Oricon, et reste classé pendant deux semaines. Il sort aussi en édition "CD+DVD" incluant un DVD contenant le clip vidéo de la chanson-titre, avec une pochette différente.
Comme le précédent, il contient quatre chansons différentes, et leurs versions instrumentales. La chanson-titre est utilisée comme thème musical pour une publicité. Elle figurera, ainsi que la deuxième chanson Glory, sur l'album Hands Up! qui sortira un mois et demi plus tard.
C'est le quatrième disque du groupe à sortir sous le nom Dream (avec majuscule), en comptant deux précédents singles sortis en indépendant, et son deuxième disque à sortir sous le label Rhythm Zone. C'est le quatrième et dernier single sorti par la formation du groupe à six membres, après le départ de Yū Hasebe en 2008 et avant ceux de Kana Tachibana (dernière membre d'origine) et Sayaka Yamamoto en 2011.

## Membres
- 1re génération : Kana Tachibana
- 2e génération : Sayaka Yamamoto, Erie Abe, Aya Takamoto, Ami Nakashima, Shizuka Nishida

## Liste des titres
CD
1. Ev'rybody Alright!
2. GLORY
3. Secret Party
4. cinnamon
5. Ev'rybody Alright! (Instrumental)
6. GLORY (Instrumental)
7. Secret Party (Instrumental)
8. cinnamon (Instrumental)

DVD
1. Ev'rybody Alright! (clip vidéo)
2. Ev'rybody Alright! (making of)
3. "Secret Party" LIVE From Dream Live Tour 2010 ~Road to dream~